# 勒农河
勒农河（法語：Renon，法語發音：[ʁənɔ̃] ⓘ）是法国奥弗涅-罗讷-阿尔卑斯大区安省的河流，是韦勒河的左支流，长40.8千米，发源自韦尔萨约，于沃纳流入韦勒河。